# Karel Klos
Karel Klos (18. ledna 1945 Volyně – 10. dubna 2016 Praha) byl humorista, karikaturista, ilustrátor a muzikant. Byl členem České unie karikaturistů (ČUK).

## Raná tvorba
Hrál na kytaru v první sestavě hudební skupiny C&K Vocal (i s Lubošem Pospíšilem).
Pod značkou "Klos a Michi" dělali s humoristou Václavem Mikoláškem kreslené vtipy. Václav Mikolášek vtipy vymýšlel, Karel Klos je kreslil. Několik kreslených vtipů jim v roce 1970 vyšlo v literárním a uměleckém časopisu Divoké víno, kde byl redaktorem Jan Vyčítal, a v časopisu filmového diváka Záběr.

## Tvorba v letech 1975 až 1989
V tomto období pokračoval ve spolupráci s humoristou Václavem Mikoláškem, se kterým vytvořili značku Mikl. Byli kmenovými autory časopisů Dikobraz a Květy. Karel Klos v časopise Dikobraz a v Magazínu Dikobrazu rovněž publikoval své ilustrace.

## Samostatná tvorba
Jeho kreslené vtipy byly publikovány např. v brožuře Jaderný humor (1992, ISBN 80-7073-042-0), v magazínu Světlo a teplo pro váš dům (1993, ISBN 80-900836-1-7), v neobvyklých kuchařských knihách Sranda kuchařka (1996, ISBN 80-85952-08-4), Sranda kuchařka 2 (1999, ISBN 80-86021-55-6) a v publikaci 100 dopisních papírů pro váš FAX: s kreslenými vtipy Karla Klose (1997, ISBN 80-85933-11-X). Ilustroval knihy Jaroslavy Pechové …úsměv prosím… (2013, ISBN 978-80-86274-87-4), Nezbedné toulky (2014, ISBN 978-80-86274-99-7), Olomoucké šprýmování (2014, ISBN 978-80-86274-98-0) a knihu Anekdotář aneb Zlatá mříž (1999, ISBN 80-902539-0-3). V roce 1996 ilustroval Haškovy Osudy dobrého vojáka Švejka za světové války (ISBN 80-85890-59-3).

## Tvorba po roce 1989
Po rozpadu dvojice Mikl kreslil vtipy pod svým jménem. Publikoval v časopisech Nový Dikobraz, ŠKRT, Podvobraz, HEC, Sexbox, Sorry. Kromě kreslených vtipů a ilustrací udělal pro Nový Dikobraz i dva komiksy podle povídek Šimka a Grossmanna (Exkurze do zoo, č. 3/1993; Výlet s Lomcovákem, č. 10/1993).
V roce 2005 založili s hudebníkem Lubošem Pospíšilem, který pro Karla Klose vymýšlel vtipy, značku POKLOP. Kreslili vtipy do časopisu Sorry.